# Polnischer Eishockeypokal 2006/07
Der Polnische Eishockeypokal der Saison 2006/07 (poln. Puchar Polski Hokeja na Lodzie) war die Austragung des Polnischen Eishockeypokals. Die Veranstaltung wurde vom Polnischen Eishockeyverband (PZHL) organisiert.

## Teilnehmer und Modus
An der Austragung des Pokals im Jahre 2006 nahmen 9 Mannschaften teil, darunter alle Mannschaften der vorjährigen Ekstraliga und mit Zagłębie Sosnowiec ein Vertreter der zweitklassigen I liga.
In der ersten Runde traten sechs Mannschaften paarweise in zwei Spielen gegeneinander an, von denen die drei Sieger das Viertelfinale erreichten. Dort trafen sie nach demselben Prinzip auf drei weitere Mannschaften. Die drei Sieger und die vorab qualifizierte Mannschaft des Pokalverteidigers TKH Toruń standen im Halbfinale.
| KS ComArch Cracovia      | Akuna Naprzód Janów        | MMKS Podhale Nowy Targ |
| GKS Tychy                | Ciarko PBS Bank Sanok      | Zagłębie Sosnowiec     |
| JKH GKS Jastrzębie-Zdrój | Energa Stoczniowiec Gdańsk | Aksam Unia Oświęcim    |
| TKH Toruń                |                            |                        |

## Erste Runde (Vorrunde)
| 11. August 2006 | KS Cracovia | 10:3* (6:1, 2:2, 2:0) | Naprzód Janów | Janów |

| 13. August 2006 | Naprzód Janów | 1:5 (0:1, 1:3, 0:1) | KS Cracovia |  |

| 18. August 2006 | GKS Tychy | 7:1 (0:0, 2:0, 5:1) | KH Sanok |  |

| 22. August 2006 | KH Sanok | 0:5* (*nach Wertung) | GKS Tychy |  |

| 18. September 2007 | JKH GKS Jastrzębie | 1:7* (0:3, 0:3, 1:1) | Zaglebie Sosnowiec |  |

| 2. Oktober 2007 | Zaglebie Sosnowiec | 4:4 (1:1, 2:2, 1:1) | JKH GKS Jastrzębie |  |

- - Diese Spiele wurden am grünen Tisch mit 0:5 gegen Cracovia und Sosnowiec gewertet. Daher sind Janów und Jastrzębie für das Halbfinale qualifiziert.

## Zweite Runde (Viertelfinale)
| 25. August 2006 | Unia Oświęcim | 6:2 (1:0, 2:1, 3:1) | Naprzód Janów |  |

| 27. August 2006 | Naprzód Janów | 4:3 (1:0, 1:2, 2:1) | Aksam Unia Oświęcim |  |

| 25. August 2006 | GKS Tychy | 4:1 (4:0, 0:1, 0:0) | JKH Jastrzębie |  |

| 27. August 2006 | JKH Jastrzębie | 2:5 (1:3, 0:1, 1:1) | GKS Tychy |  |

| 25. August 2006 | Stoczniowiec Gdańsk | 4:1 (2:0, 1:1, 1:0) | Podhale Nowy Targ |  |

| 30. Oktober 2006 | Podhale Nowy Targ | 2:3 (0:0, 2:3, 0:0) | Stoczniowiec Gdańsk |  |

## Finalturnier
Die Halbfinalspiele und das Finale wurden in einer Endrunde im Eisstadion in Toruń an zwei Tagen ausgespielt. Ein Spiel um Platz 3 fand nicht statt.

### Halbfinale
| 28. Dezember 2006 15:15 Uhr | Stoczniowiec Gdańsk | 8:1 (3:0, 4:0, 1:1) | Aksam Unia Oświęcim | Toruń |

| 28. Dezember 2006 19:15 Uhr | TKH Toruń | 1:3 (0:1, 0:1, 1:1) | GKS Tychy | Toruń |

### Finale
| 29. Dezember 2006 19:15 Uhr | GKS Tychy | 3:1 (1:0, 1:1, 1:0) | Stoczniowiec Gdańsk | Toruń |